# Hypermastus randolphi
Hypermastus randolphi is een slakkensoort uit de familie van de Eulimidae. De wetenschappelijke naam van de soort is voor het eerst geldig gepubliceerd in 1900 door Vanatta.